# الدحلان (الرقة)
الدحلان قرية سورية تتبع ناحية مركز الرقة في منطقة مركز الرقة في محافظة الرقة. بلغ عدد سكانها 102 نسمة في عام 2004 حسب إحصاء المكتب المركزي للإحصاء.